# Hilde Hildebrand
Emma Minna Hilde Hildebrand, née le 10 septembre 1897 à Hanovre et morte le 27 mai 1976 à Berlin-Grunewald, est une actrice allemande.

## Biographie
Hildebrand, fille du mécanicien Jules Christian Hildebrand et son épouse Luise Weinrich, intègre à huit ans le ballet du Hoftheater Hannover et en 1913 celui du Residenztheater. Elle fait ses débuts au théâtre en 1914 après une formation sous le nom d'Emmy Hildebrand.
Après la Première Guerre mondiale, Hilde Hildebrand devient une célébrité des revues. Elle fait sensation à la fin des années 1920 dans celle de Rudolf Nelson en duo avec Gustaf Gründgens.
Après quelques figurations dans le cinéma muet, elle montre son talent à l'arrivée du cinéma parlant. Elle obtient ses plus grands succès dans les années 1930. Dans Viktor und Viktoria (1933)  de Reinhold Schünzel, Amphitryon (Amphitryon – Aus den Wolken kommt das Glück, 1935) de Reinhold Schünzel, Allotria (1936) de Willi Forst, Bel-Ami (1939) de Willi Forst, elle joue des rôles de femmes mises à l'épreuve. Elle incarne aussi la femme mondaine que les jeunes hommes invitent prendre le thé et dont la séduction frivole les met dans l'embarras, comme dans Die englische Heirat (de) ou Jenny und der Herr im Frack (1941) de Paul Martin.
Ses rôles au cinéma l'amènent vers une carrière de chanteuse. Peter Kreuder, Theo Mackeben, Leo Leux (de), Michael Jary, Franz Doelle (de) lui écrivent des chansons. Elle refuse de chanter avec de grands ensembles, préférant de plus petits comme le Die Goldene Sieben (de). Elle chante autant des chansons humoristiques que des chansons lascives avec sa voix rugueuse.
Après la Seconde Guerre mondiale, Hilde Hildebrand demeure active sur scène. Elle triomphe dans La Folle de Chaillot et La Visite de la vieille dame. Elle tourne encore des films jusqu'au début des années 1960. Elle joue également dans quelques téléfilms ou séries télévisées.

## Discographie
- O Gott, wie sind wir vornehm de l'opérette Liselott, (Künneke/Gründgens), 1932, Duo : Hilde Hildebrand et Gustaf Gründgens avec l'orchestre sous la direction d'Eduard Künneke, Electrola Nr. EG 2525
- Die Dame von der alten Schule, Nelson-Revue Es hat geklingelt (Nelson/Zerlett), 1932, Hilde Hildebrand, Rudolf Nelson et Fred Freed, Electrola Nr. E.G. 2669
- Die Zeitfurie, Nelson-Revue „Es hat geklingelt“ (Nelson/Zerlett), 1932, Hilde Hildebrand, Rudolf Nelson et Fred Freed an zwei Flügeln, Electrola Nr. E.G. 2669
- Vier kleine Worte (Robby Frey), 1933, Telefunken Nr. A 1464, BÌEM 19281
- Dummer Boy (Robby Frey), 1933, Telefunken Nr. A 1464, BIEM 19282
- Song vom Stratosvater Piccard, Eden-Revue „Du ahnst es nicht!“ (Erich Einegg),1934, Telefunken Nr. A 1597
- Liebe ist ein Geheimnis (Doelle/Amberg), 1935, Electrola Nr. E.G. 3208
- Lächle noch einmal und lüge (Weill), 1935, Electrola Nr. E.G. 3268
- Einsamkeit (Janzen/Weill), 1935, Electrola Nr. E.G. 3333
- Liebster (Janzen/Weill), 1935, Electrola Nr. EG 3333
- Morgen ... (Jary), 1936, Electrola Nr. EG 3553
- Die Rosen, die am schönsten blüh'n (Kollo), 1936, Hilde Hildebrand und Die Goldene Sieben, Electrola Nr. EG 3674
- Das ist Berlin aus der Operette „Auf großer Fahrt“ (Raymond/Fuchs), 1936, Hilde Hildebrand und die Goldene Sieben, Electrola Nr. E.G. 3762
- Mein Herz hat Heimweh (Hans-Otto Borgmann), 1936, reprise de Pola Negri dans le Moscou - Shanghai.
- Ruhe! Ruhe! (Oehlschläger), 1936, Hilde Hildebrand und die Goldene Sieben, Electrola Nr. 3762
- Nachts ging das Telefon (Walter und Willi Kollo), 1937
- Yes Sir (Ralph Benatzky), 1937, reprise de Zarah Leander, chansons du film Paramatta, bagne de femmes
- Die Liebe ist ein Spiel mit dem Feuer (Kirschstein/Böckmann), 1938, Hilde Hildebrand und die Goldene Sieben, Electrola Nr, E.G. 3863
- Liebe ist ein heikles Spiel du Das Mädchen von gestern Nacht, (Bochmann/Palm), 1938, Hilde Hildebrand und die Goldene Sieben, Electrola Nr. E.G. 6283
- Du mußt mir deine Liebe erst beweisen du film Der Tag nach der Scheidung (Walter Kollo/K.S. Richter), 1938, Hilde Hildebrand und die Goldene Sieben, Electrola Nr. E.G. 6283
- So war die Frau von Eschebach du film Jenny und der Herr im Frack (Lothar Brühne/Bruno Balz, 1941
- Beim ersten Mal da tut's noch weh du film La Paloma (Werner Eisbrenner), 1944
- Du hast für meine Liebe nur ein Lächeln
- Ich bin eine Frau für die Liebe

## Filmographie

### Cinéma
- 1920 : Die Scheidungsehe d'un réalisateur non identifié
- 1922 : Es bleibt in der Familie de Heinz Bolten-Backers
- 1922 : Hotel zum goldenen Engel de Heinz Bolten-Backers
- 1925 : Der Trödler von Amsterdam (de) de Victor Janson
- 1928 : Sechs Mädchen suchen Nachtquartier (de) de Hans Behrendt
- 1928 : Der fesche Husar (de) de Géza von Bolváry
- 1928 : Rasputins Liebesabenteuer de Martin Berger
- 1930 : Das Schicksal der Renate Langen (en) de Rudolf Walther-Fein (de)
- 1931 : Zweierlei Moral de Gerhard Lamprecht
- 1931 : Arme, kleine Eva! d'Edmund Heuberger (de)
- 1931 : Panique à Chicago (Panik in Chicago) de Robert Wiene
- 1931 : Der kleine Seitensprung (de) de Reinhold Schünzel
- 1931 : L'Auberge du père Jonas (Bobby geht los) de Harry Piel
- 1931 : L'Amoureuse Aventure (Madame hat Ausgang) de Wilhelm Thiele
- 1931 : Mon Leopold (de) de Hans Steinhoff
- 1931 : Der unbekannte Gast de E. W. Emo
- 1932 : Der Frauendiplomat de E. W. Emo
- 1932 : Ballhaus goldener Engel de Georg C. Klaren
- 1932 : La Belle Aventure (Das schöne Abenteuer) de Reinhold Schünzel
- 1932 : Drei von der Kavallerie de Carl Boese
- 1932 : Strafsache van Geldern (de) de Willi Wolff
- 1932 : Liebe, Scherz und Ernst de Franz Wenzler
- 1932 : Wenn die Liebe Mode macht de Franz Wenzler
- 1932 : Unmögliche Liebe d'Erich Waschneck
- 1933 : Moral und Liebe de Franz Wenzler
- 1933 : Ein Lied für Dich (de) de Joe May
- 1933 : Manolescu, prince des sleepings (de) de Willi Wolff
- 1933 : Meine Frau, seine Frau de Georg Zoch
- 1933 : K. 1 greift ein d'Edmund Heuberger
- 1933 : Sprung in den Abgrund (de) de Harry Piel
- 1933 : Tout mon cœur Veronika (Gruß und Kuß - Veronika) de Carl Boese
- 1933 : Wege zur guten Ehe d'Adolf Trotz
- 1933 : Poupée blonde (Liebe muß verstanden sein) de Hans Steinhoff
- 1933 : Keine Angst vor Liebe (de) de Hans Steinhoff
- 1933 : Gretel zieht das große Los de Carl Boese
- 1933 : Victor et Victoria (Viktor und Viktoria) de Reinhold Schünzel
- 1934 : Pipin der Kurze (de) de Carl Heinz Wolff
- 1934 : Mon cœur t'appelle (Mein Herz ruft nach Dir) de Carmine Gallone et Serge Veber
- 1934 :  Klein Dorrit (en) de Karel Lamač
- 1934 : Die englische Heirat (de) de Reinhold Schünzel
- 1934 : Peter, Paul und Nanette (en) d'Erich Engels
- 1934 : Polenblut (en) de Karel Lamač
- 1935 : Ein falscher Fuffziger de Carl Boese
- 1935 : Barcarole (de) de Gerhard Lamprecht
- 1935 : Artisten (de) de Harry Piel
- 1935 : Amphitryon (Amphitryon – Aus den Wolken kommt das Glück) de Reinhold Schünzel
- 1935 : Liselotte von der Pfalz (de) de Carl Froelich
- 1935 : Der Gefangene des Königs (en) de Carl Boese
- 1935 : Ich war Jack Mortimer (de) de Carl Froelich
- 1935 : Die selige Exzellenz (en) de Hans H. Zerlett
- 1935 : Die letzte Fahrt der Santa Margareta de Georg Zoch (de)
- 1936 : Michel Strogoff (Der Kurier des Zaren) de Jacques de Baroncelli et Richard Eichberg
- 1936 : Allotria de Willi Forst
- 1936 : Maria, die Magd (de) de Veit Harlan
- 1936 : Fräulein Veronika (en) (ou Alles für Veronika) de Veit Harlan
- 1937 : Mutterlied (en) de Carmine Gallone
- 1938 : Les étoiles brillent de Hans H. Zerlett
- 1938 : Das Mädchen von gestern Nacht (de) de Peter Paul Brauer (de)
- 1938 : Der Tag nach der Scheidung de Paul Verhoeven
- 1938 : La Danse sur le volcan (de) de Hans Steinhoff
- 1939 : Der grüne Kaiser (de) de Paul Mundorf
- 1939 : Silvesternacht am Alexanderplatz de Richard Schneider-Edenkoben (de)
- 1939 : Bel-Ami de Willi Forst
- 1939 : Parkstraße 13. Verhör um Mitternacht de Jürgen von Alten
- 1939 : Ehe in Dosen (en) de Johannes Meyer
- 1939 : Le bonheur habite tout à côté (Das Glück wohnt nebenan) de Hubert Marischka
- 1940 : Une femme sur mesure (de) (Frau nach Maß) de Helmut Käutner
- 1940 : Meine Tochter tut das nicht (en) de Hans H. Zerlett
- 1940 : Der Kleinstadtpoet (de) de Josef von Báky
- 1941 : Un crime stupéfiant (de) (Alarm) de Herbert B. Fredersdorf (de)
- 1941 : Jenny und der Herr im Frack de Paul Martin
- 1942 : Die heimlichen Bräute de Johannes Meyer
- 1943 : Die schwache Stunde de Vladimír Slavínský
- 1943 : Reise in die Vergangenheit (de) de Hans H. Zerlett
- 1944 : Ich bitte um Vollmacht de Karl Leiter
- 1944 : La Paloma (Große Freiheit Nr. 7) de Helmut Käutner
- 1944 : Spiel mit der Liebe d'Alfred Stöger
- 1945 : Shiva und die Galgenblume (de) (inachevé) de Hans Steinhoff
- 1947 : Spuk im Schloß (tourné en 1944) de Hans H. Zerlett
- 1948 : L'Homme à l'étoile changeante (de) de Heinz Hilpert
- 1949 : Das Gesetz der Liebe (de) (tourné en 1944) de Hans Schweikart
- 1949 : Ruf an das Gewissen (de) (tourné en 1944) de Karl Anton
- 1949 : Kleiner Wagen – große Liebe de Ulrich Kayser (de)  (documentaire)
- 1949 : Kätchen für alles (de) d'Akos von Rathony
- 1950 : Verlobte Leute (de) de Karl Anton
- 1950 : Schuß um Mitternacht (tourné en 1944) de Hans H. Zerlett
- 1950 : Glück muß man haben (de) (tourné en 1945) de Theo Lingen
- 1950 : Épilogue - Le mystère de l'Orplid (Epilog) de Helmut Käutner
- 1951 : Unvergängliches Licht (de) d'Arthur Maria Rabenalt
- 1951 : Der Tiger Akbar (de) de Harry Piel
- 1951 : Die Schuld des Dr. Homma (de) de Paul Verhoeven
- 1954 : Elle (Sie) de Rolf Thiele
- 1955 : Le Chemin du paradis  de Hans Wolff et Willi Forst
- 1959 : Bezaubernde Arabella d'Axel von Ambesser
- 1960 : Confession du Mardi-Gras de William Dieterle
- 1963 : L'Opéra de quat'sous (Die Dreigroschenoper) de Wolfgang Staudte

### Télévision
- 1956 : Pariser Geschichten de Just Scheu (téléfilm)
- 1957 : Weekend de Franz Josef Wild (de) (téléfilm)
- 1957 : Jeder lebt allein de Werner Völger (de) (téléfilm)
- 1958 : César de Wilm ten Haaf (de) (téléfilm)
- 1958 : Colombe d'Ulrich Erfurth (téléfilm)
- 1959 : Der Raub der Sabinerinnen de Herman Pfeiffer (de) (téléfilm)
- 1960 : Der Geizige d'Ulrich Lauterbach (téléfilm)
- 1961 : Einladung ins Schloß de Klaus Wagner (téléfilm)
- 1962 : Nicht zuhören, meine Damen! de Wolfgang Glück (téléfilm)
- 1962 : Überfahrt de Walter Rilla (téléfilm)
- 1963 : Der Wald de Michael Kehlmann (téléfilm)
- 1963 : Heiraten ist immer ein Risiko de Wilm ten Haaf (de) (téléfilm)
- 1964 : Herrn Walsers Raben de Dieter Lemmel (téléfilm)
- 1964 : Bis ans Ende de Wilm ten Haaf (de) (téléfilm)
- 1966 : Was jede Frau weiß d'Erich Neureuther (de) (téléfilm)
- 1969 : Katzenzungen de Karlheinz Hundorf, Helmut Weiss et Heribert Wenk (téléfilm)
- 1970 : Der Kommissar (série télévisée, épisode Der Moormörder)
- 1971 : Wölfe und Schafe de Wilm ten Haaf (de) (téléfilm)
- 1971 : Das System Fabrizzi d'Imo Moszkowicz (de) (téléfilm)

## Crédit d'auteurs
- (de) Cet article est partiellement ou en totalité issu de l’article de Wikipédia en allemand intitulé « Hilde Hildebrand » (voir la liste des auteurs).